# Energetyczny filtr aktywny
Energetyczny filtr aktywny (APF) – układ energoelektroniczny pełniący funkcje źródła dodawczego napięciowego lub prądowego, przeznaczony do kompensacji odchyleń wartości chwilowych napięć i prądów linii zasilającej od przebiegów założonych (czyli sinusoidalnych).
W zależności od sposobu przyłączenia układu APF do linii zasilającej wyróżnia się:
- filtry (kompensatory) równoległe – o filtracji aktywnej (kompensacji aktywnej) równoległej (prądowej)
- filtry (kompensatory) szeregowe – o filtracji aktywnej (kompensacji aktywnej) szeregowej (napięciowej)
- filtry (kompensatory) szeregowo-równoległe

| - Filtr aktywny APF-100/50/4w/E produkcji Elsta Elektronika |
| ----------------------------------------------------------- |

Główne funkcjonalności realizowane przez energetyczne filtry aktywne (APF) to:
- redukcja zawartości wyższych harmonicznych prądu - obniżenie wskaźnika THDi
- kompensacja mocy biernej indukcyjnej oraz pojemnościowej
- symetryzacja prądów fazowych
- obniżenie prądu w przewodzie neutralnym

Zastosowanie energetycznych filtrów aktywnych (APF) w ramach instalacji elektrycznej u odbiorcy energii pomaga rozwiązać szereg problemów technicznych i ekonomicznych takich jak:
- zwiększone straty energii w transformatorach oraz dławikach
- skrócenie żywotności sprzętu
- uszkodzenia kondensatorów np. w filtrach przeciwzakłóceniowych
- przyspieszona degradacja izolacji przewodów
- nadmierne nagrzewanie się przewodów, elementów indukcyjnych, aparatury zabezpieczającej
- występowanie zjawiska rezonansu i przepięć w zasilanych obwodach
- wzrost prądu w przewodzie neutralnym
- błędne działanie lub uszkodzenia urządzeń pomiarowych, telekomunikacyjnych i zabezpieczeń
- nieplanowane zatrzymania zautomatyzowanych linii produkcyjnych
- przekroczenia dopuszczalnych limitów poboru energii biernej indukcyjnej
- oddawanie do sieci energii biernej pojemnościowej

W wyniku działania energetycznych filtrów aktywnych (APF) można oczekiwać:
- przywrócenia sinusoidalnego kształtu przebiegu prądu dzięki redukcji zakłóceń pochodzących od wyższych harmonicznych
- obniżenia opłat za usługi dystrybucji energii elektrycznej w wyniku kompensacji mocy biernej
- zwiększenia stabilności zasilania
- zmniejszenia awaryjności sprzętu
- obniżenia kosztów eksploatacji
- ochrony transformatorów i okablowania przed przeciążeniem
- wyrównania obciążeń pomiędzy fazami
- zwiększenia efektywności energetycznej

Przykładowe obszary zastosowania energetycznych filtrów aktywnych (APF):
- zautomatyzowane linie produkcyjne
- centra danych i infrastruktura IT
- obiekty medyczne i laboratoria
- przemysł ciężki i metalurgiczny
- obiekty inteligentne i automatyka budynkowa
- centra konferencyjne i obiekty kulturalne